# Geovane Luís da Silva
Geovane Luís da Silva (* 21. Juni 1971 in Carandaí, Minas Gerais) ist ein brasilianischer römisch-katholischer Geistlicher und Bischof von Divinópolis.

## Leben
Geovane Luís da Silva studierte ab 1991 Philosophie und Katholische Theologie am Priesterseminar São José in Mariana. 1994 erhielt er die Beauftragung zum Lektor und 1995 zum Akolythen. Er wurde 1996 zum Diakon geweiht und empfing am 21. Juni 1997 in Carandaí das Sakrament der Priesterweihe für das Erzbistum Mariana.
Zunächst war Geovane Luís da Silva als Pfarrvikar der Pfarreien Santa Ifigênia in Ouro Preto (1997–1998) und Sagrado Coração de Jesus in Mariana (1998–2003) tätig. Von 1998 bis 2001 war er zusätzlich Verantwortlicher für die Pastoralliturgie und von 2002 bis 2003 Koordinator für die Pastoral im nördlichen Teil des Erzbistums Mariana. 2003 wurde er für weiterführende Studien nach Rom entsandt, wo er 2005 bei William Henn mit der Arbeit Sacrosanctum Concilium 59: elementos de teologia sacramental („Sacrosanctum Concilium 59: Elemente der Sakramententheologie“) ein Lizenziat im Fach Dogmatik erwarb. 2006 kehrte Geovane Luís da Silva in seine Heimat zurück und wurde Pfarrer der Pfarrei Sagrado Coração de Jesus in Mariana. Daneben spezialisierte er sich von 2010 bis 2011 an der Universidade Federal de Ouro Preto im Bereich Kultur und sakrale Kunst. Ab 2011 war er Pfarrer der Pfarrei Nossa Senhora da Piedade in Barbacena.
Neben seiner Tätigkeit in der Pfarrseelsorge lehrte Geovane Luís da Silva von 1998 bis 2016 Einführung in die Liturgie, Sakramententheologie und -liturgie sowie Pneumatologie am Priesterseminar in Mariana, an dem er zudem auch als Spiritual fungierte. Außerdem leitete er von 1999 bis 2003 das Diözesanmuseum und von 2008 bis 2016 die Kommission für sakrale Kunst des Erzbistums Mariana. Ferner war er von 2006 bis 2011 Bibliothekar und akademischer Direktor für das Theologiestudium sowie von 2011 bis 2013 Verantwortlicher für die Pastoralliturgie im südlichen Teil des Erzbistums Mariana. Ab 2013 fungierte Geovane Luís da Silva als Bischofsvikar für den Süden des Erzbistums Mariana. Darüber hinaus gehörte er der Kulturstiftung des Erzbistums (1999–2016), dem Konsultorenkollegium und dem Bischofsrat an. Überdies wirkte er bei den Seligsprechungsprozessen von Antônio Ferreira Viçoso CM, Isabel Cristina Mrad Campos und Luciano Pedro Mendes de Almeida SJ mit.
Am 21. Dezember 2016 ernannte ihn Papst Franziskus zum Titularbischof von Mons in Numidia und zum Weihbischof in Belo Horizonte. Die Bischofsweihe spendete ihm der Erzbischof von Mariana, Geraldo Lyrio Rocha, am 25. März 2017 in der Basílica São José Operário in Barbacena; Mitkonsekratoren waren der Erzbischof von Belo Horizonte, Walmor Oliveira de Azevedo, und der Bischof von Leopoldina, José Eudes Campos do Nascimento. Sein Wahlspruch Sit Amoris Officium („Lass es ein Dienst der Liebe sein“) entstammt dem Kommentar des Hl. Augustinus von Hippo zu Joh 21,12-19 . Die Amtseinführung in Belo Horizonte erfolgte am 5. April 2017. Als Weihbischof war Geovane Luís da Silva zudem für die Region Nossa Senhora da Boa Viagem, die die Städte Sabará, Caeté, Taquaraçu de Minas, Nova União, Nova Lima, Raposos, Rio Acima sowie das südliche Zentrum von Belo Horizonte umfasste, zuständig. Außerdem fungierte er als Bischofsvikar für die Pastoral. Ferner war er im erzbischöflichen Sekretariat für die Liturgie und am Kirchengericht des Erzbistums Belo Horizonte tätig. Darüber hinaus gehörte er dem erzbischöflichen Rat der Rektoren der diözesanen Heiligtümer und dem Verwaltungsrat des Rates für den Lebensschutz an. Auf überdiözesaner Ebene war Geovane Luís da Silva überdies von 2019 bis 2023 Sekretär der Region Leste II der Brasilianischen Bischofskonferenz. 2017 erhielt er die Ehrenbürgerwürde der Stadt Carandaí.
Papst Franziskus bestellte ihn am 19. April 2023 zum Bischof von Divinópolis. Die Amtseinführung erfolgte am 17. Juni desselben Jahres. Bereits seit dem 31. Mai 2023 leitet Geovane Luís da Silva zudem die Kommission für die Kulturgüter der Region Leste II.